# Церква Іоанна Богослова (Титівка)
Церква Іоанна Богослова  (рос. Церковь иконы Божией Матери «Одигитрия») — руїнований храм РПЦ в слободі Тітовка Міллеровського району Ростовської області.

## Історія
Храм був побудований в 1878 році за типовим проектом академіка, професора Петербурзької академії мистецтв архітектора К. А. Тона й є зразком церкви російсько-візантийського стилю на Дону. Одна з небагатьох збережених будівель цього стилю.
Церква була однопрестольною; до її приходу належали довколишні хутори Фролов, Наздровський та Олександрівський. З 1877 року при храмі діяло сільське парафіяльне училище.
Протягом свого існування храм ніколи не перебудовувався, в Громадянську війну був перетворений в зерносховище. У роки Великої Вітчизняної війни будівля храму не постраждала. У ньому збереглися окремі елементи внутрішнього розпису, на деяких вікнах — рідні решітки. У 1966 році церква за рішенням Міллеровського райвиконкому була закрита. У ній збиралися зробити сільський клуб, але знову використовували як склад для зерна. Пізніше храм закинули. У 1990-ті роки місцеві жителі намагалися зібрати кошти на реконструкцію храму, але це для них виявилося непідйомним.
У липні 2015 року, під час візиту благочинного Міллеровського округу ієрея Сергія Сошкіна в Титовське сільське поселення, обговорювалося питання про створення на території поселення молитовної кімнати. Був затверджений план реконструкції підібраного приміщення та влаштування в ньому молитовної кімнати. Після огляду зруйнованого храму в Титовці, було прийнято рішення про початок збору інформації про можливості реставрації храму.
У музеї Тітовської середньої школи знаменитого храму відведено особливе місце, де зберігається один з трьох дзвонів, знятих в 1960-ті роки.